# Erlau (Szászország)
Erlau település Németországban, azon belül Szászország tartományban. Lakosainak száma 3086 fő (2023. december 31.). Erlau Kriebstein és Waldheim községekkel határos.

## Népesség
A település népességének változása:
| Lakosok száma | 3200 | 3199 | 3133 | 3126 | 3086 |
|               | 2017 | 2019 | 2021 | 2022 | 2023 |